# Serengeti

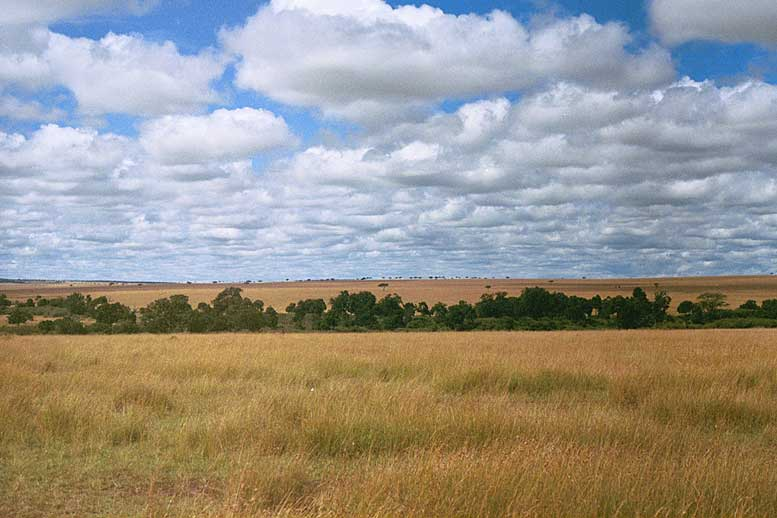
Serengeti

De Serengeti (afgeleid van het Masai Siringet; letterlijk: eindeloze vlaktes) is een streek van savannes en boslandschappen in Oost-Afrika, verdeeld over het noorden van Tanzania en het zuiden van Kenia, over een oppervlakte van ongeveer 30.000 km². Tachtig procent ligt in Tanzania.
Er leven ongeveer 1,6 miljoen planteneters en duizenden roofdieren in het gebied. De meest algemene dieren in deze streek zijn de blauwe gnoe, thomsongazelle, steppezebra en kafferbuffel.
De streek is beroemd door de migratie die elk jaar plaatsvindt rond oktober, waarbij ongeveer anderhalf miljoen planteneters zich omwille van de droogte verplaatsen vanuit de noordelijke heuvels naar de zuidelijke vlaktes. Daarbij moeten ze de rivier de Mara oversteken. Na de regens rond de maand april gaan ze dan terug via een westelijke omweg. Dit verschijnsel wordt een cirkelvormige migratie genoemd.
In de Serengeti bevindt zich ook de archeologisch belangrijke Olduvaikloof waar enkele van de oudst bekende menselijke fossielen gevonden zijn.
De Serengeti omvat ook (in Tanzania) het Nationaal Park Serengeti, de Ngorongorokrater en het wildreservaat Maswa en (in Kenia) het reservaat Masai Mara.